# La Femme
La Femme – francuski zespół muzyczny grający muzykę z gatunków krautrock i rock psychodeliczny, założony przez klawiszowca Marlona Magnée i gitarzystę Sachę Gota w Biarritz w 2010 roku.
Muzyka La Femme charakteryzuje się psychodelicznym brzmieniem, mocnym, dość szybkim rytmem oraz wyraźnymi liniami melodycznymi takich instrumentów, jak syntezatory, organy, czy gitary elektryczne. Na albumach zespołu znajdują się utwory z wielu różnych gatunków, jak surf rock, new wave, czy yéyé. 
La Femme wydali trzy minialbumy w latach 2010-2013, kolejno La Femme EP, La Podium #1, oraz La Femme. Ich debiutancki album, Psycho Tropical Berlin, został wydany 13 kwietnia 2013 roku. 2 kwietnia 2021 roku duet wydał trzeci album Paradigmes, zawierający kilka wydanych wcześniej utworów. 4 listopada 2022 r. został wydany czwarty album zespołu Teatro Lúcido, nagrany w całości w języku hiszpańskim.

## Dyskografia

### Albumy
- Psycho tropical Berlin (2013)
- Mystère (2016)
- Paradigmes (2021)
- Teatro Lúcido (2022)
- Paris-Hawaï (2023)
- Rock Machine (2024)

### EP
- La Femme EP (2010)
- Le Podium #1 (2011)
- La Femme (2013)

### Single
- Sur la planche (2013)
- Sphynx (2016)
- Septembre (2016)
- Où va le monde (2016)
- L’hawaïenne (2019)
- Paradigme (2020)

### Inne
- From Tchernobyl with love (2011)
- La Planche (2012)
- Télégraphe (2012)